# پلتفرم باز اتوماسیون شبکه
اونپ (ONAP) (پلتفرم باز اتوماسیون شبکه) یک چارچوب منبع باز برای هماهنگی و اتوماسیون است که توسط بنیاد لینوکس پشتیبانی میشود.
| انتشار اولیه       | 20 نوامبر 2017                        |
| انتشار نسخه پایدار | جاکارتا (ورژن 10.0.0)، 30 ژوئن 2022   |
| مخزن               | https://gerrit.onap.org/r/admin/repos |
| لایسنس             | آپاچی 2.0                             |
| وبسایت             | https://onap.org/                     |

## تاریخچه
در ۲۳ فوریه ۲۰۱۷، اونپ به عنوان نتیجه ادغام پروژه‌های OpenECOMP و Open-Orchestrator (Open-O)  معرفی شد. هدف این پروژه توسعه یک پلتفرم پرکاربرد برای هماهنگی و اتوماسیون عناصر فیزیکی و مجازی شبکه با مدیریت کامل چرخه عمر است.
اونپ  از ادغام OpenECOMP ، نسخه منبع باز پروژه ECOMP AT&T، و پروژه Open-Orchestrator، پروژه‌ای که تحت حمایت بنیاد لینوکس با مشارکت اصلی چاینا موبایل، هواوی و ZTE آغاز شد، تشکیل شد. این ادغام هر دو مجموعه کد منبع و جوامع توسعه‌دهنده آن‌ها را گرد هم آورد که سپس یک معماری مشترک برای پروژه جدید را تدوین کردند.
اولین نسخه معماری ترکیبی اونپ با نام رمز "آمستردام" در ۲۰ نوامبر ۲۰۱۷ معرفی شد. نسخه بعدی ("پکن") در ۱۲ ژوئن ۲۰۱۸ منتشر شد.
اونپ از ژانویه ۲۰۱۸ به عضویت LF Networking Fund درآمد ، که چندین پروژه را در یک ساختار مدیریتی مشترک ادغام کرد. اکثر اعضای اونپ عضو صندوق جدید LF Networking  شدند.

## نمای کلی
اونپ یک پلتفرم برای هماهنگی و اتوماسیون آنی و مبتنی بر سیاست توابع فیزیکی و مجازی شبکه ارائه می دهد که به ارائه دهندگان و توسعه دهندگان نرم افزار، شبکه، فناوری اطلاعات و ابر امکان می دهد خدمات جدید را به سرعت خودکار کرده و از مدیریت کامل چرخه عمر پشتیبانی کنند.
این پلتفرم با سایر پروژه‌های منبع باز، از جمله OpenDaylight، FD.io، OPNFV و موارد دیگر، ادغام یا همکاری می‌کند.
سازمان‌های مشارکت‌کننده شامل AT&T، سامسونگ، نوکیا، اریکسون، اورانژ، هواوی، اینتل، IBM و بسیاری دیگر هستند.

## معماری
| طراحی                                                 | هماهنگی و مدیریت | فرایند ها                  |
| ----------------------------------------------------- | --- | -------------------------- |
| چارچوب زمان طراحی: - طراحی و ساخت سرویس (SDC) - سیاست | چارپوب زمان اجرا: - کنترل کننده ها - داشبورد - جمع آوری داده ها، آنالیز و رویداد ها (DCAE) - هماهنگ کننده اصلی سرویس (MSO) - چارچوب بهینه سازی اونپ (OOF) - چارچوب امنیت | مدیر فعالیت های اونپ (OOM) |